# Рітберг
Рітберг (нім. Rietberg) — місто в Німеччині, знаходиться в землі Північний Рейн-Вестфалія. Підпорядковується адміністративному округу Детмольд. Входить до складу району Гютерсло.
Площа — 110,37 км2. Населення становить 29 432 ос. (станом на 31 грудня 2020).